# Hans Kreutzmann
Hans Peter Wilhelm Kreutzmann (* 28. Juli 1887 in Kangaamiut; † unbekannt) war ein grönländischer Landesrat.

## Leben
Hans Kreutzmann war der Sohn des Jägers Jakob Efraim Ananias Kreutzmann (1860–?) und seiner Frau Maria Karoline Jakobine Euphemia Rosing (1860–?). Sein jüngerer Bruder war der Landesrat Karl Kreutzmann (1889–?). Über seinen Vater war er ein Großneffe des Künstlers Jens Kreutzmann (1828–1899) und über seine Mutter ein Enkel der Hebamme Karoline Rosing (1842–1901) und ein Neffe des Missionars Christian Rosing (1866–1944), des Künstlers Peter Rosing (1871–1938) und des Landesrats Karl Rosing (1878–?). Am 7. Mai 1912 heiratete er in Kangaamiut Augustine Karen Amalia Sommer (1893–?), Tochter des Jägers David Jens Sommer (1872–?) und seiner Frau Senobia Margrethe Ruth Lyberth (1874–?).
Hans Kreutzmann lebte als Jäger in Kangaamiut und saß von 1927 bis 1932 für eine Legislaturperiode im südgrönländischen Landesrat, wobei er 1928 von seinem Onkel Karl Rosing vertreten wurde.